# Michael Marsch
P. Michael Marsch OP (* 16. April 1932; † 26. Dezember 2023 in Heiligkreuztal) war ein deutscher Dominikanerpater, Diplom-Psychotherapeut, Autor und Gründer und Leiter des Hauses St. Raphael.

## Biografie
Michael Marsch wohnte im Kloster Heiligkreuztal, einem ehemaligen Zisterzienserinnenkloster in Oberschwaben. Das Kloster ist eine Bildungsstätte der Stefanus-Gemeinschaft, ein Geistliches Zentrum der Region und ein diözesanes Bildungshaus.
Marsch gründete am 4. Oktober 1986 die dominikanische Laiengemeinschaft St. Raphael in Heiligkreuztal. Über Jahrzehnte wirkte er als Prediger, vor allem bei Exerzitienkursen auf allen fünf Kontinenten, die den Schwerpunkt Heilung aus den Sakramenten setzten. Ab 2005 war er Geistlicher Leiter der Life Science Community, einer Forschungsgemeinschaft für ganzheitliche Heilung in Verbindung mit der Medizinischen Fakultät der Universität Lund (Schweden).

## Tätigkeit als Übersetzer
Marsch, der als junger Mann am Theater tätig war, begann seine schriftstellerische Tätigkeit als deutscher Übersetzer für den Amerikaner Francis Scott MacNutt, der damals auch dem Dominikanerorden angehörte (MacNutt ging 1980 eine Zivilehe ein). Aus dem Amerikanischen übersetzte Marsch auch für Matthew Linn, der ebenso aus dem Umfeld der charismatischen Bewegung kam. Aus dem Französischen übertrug Marsch auch mehrere Bücher, etwa Titel des belgischen Theologen Daniel-Ange de Maupeou d’Ableiges und des jüdischen Religionswissenschaftlers David Flusser. Eine besonders intensive literarische Zusammenarbeit bestand zwischen dem Übersetzer Marsch und dem Kanadier Jean Vanier.

## Selbstständige Veröffentlichungen (Auswahl)

### Bücher
- Ich will dir den Weg zum Himmel zeigen: Heilung durch den heiligen Pfarrer von Ars Unio Verlag, Hochaltingen 2012 (194 Seiten; ISBN 978-3-935189-35-4 Pp.).
- Gottes Wege. Heilung durch den Glauben. Styria Verlag, Graz 1994 (180 Seiten; ISBN 3-222-12253-9 Kart.) Books on Demand, Norderstedt o. J.
- Komm, Schöpfer Geist. Heilung durch die Bibel. Styria Verlag, Graz 1999 (144 Seiten; ISBN 3-222-12746-8); TOPOS plus ISBN 3-7867-8314-4 kart.
- Maria, Heil der Kranken. Kanisius Verlag, Freiburg 1994 (63 Seiten; ISBN 3-85764-415-X Kart.).
- Geistheilung – oder Heilung durch den Heiligen Geist? Kanisius Verlag, Freiburg 1988 (28 Seiten; ISBN 3-85764-269-6 geh.).
- Die Seligpreisungen Jesu. Kanisius Verlag Freiburg 1992 (64 Seiten; ISBN 3-85764-372-2 Kart.).
- Heilung durch die Sakramente. Verlag Styria, Graz 1987/1989 (1/2. Auflage; 128 Seiten; ISBN 3-222-11733-0 kart.).*Heilen – Auftrag der Kirche? Kanisius Verlag, Freiburg 1987 (30 Seiten; ISBN 3-85764-228-9 geh.).
- Heilen. Biblische Grundlagen des Heilungsauftrags der Kirche. Verlag Aktuelle Texte, Heiligkreuztal 1987 (3. Auflage; 88 Seiten; ISBN 3-921312-32-9 kart.).
- Was ihr dem Geringsten getan habt. Heilung durch die Armen. Jordan Verlag, Zürich 1985/1987 (2. Auflage; 125 Seiten; ISBN 3-921312-32-9 kart.).
- Heilung durch die Armen. Jordan Verlag, Zürich 1985.

### Übersetzungen
- Francis MacNutt: Die Kraft zu heilen. Das fundamentale Buch über Heilen durch Gebet. Verlag Styria, Graz 1976.
- Jean Vanier: In Gemeinschaft leben. R. Brockhaus Taschenbuch, Wuppertal 2006.
- Jean-René Bouchet: Dominikus – Gefährte der Verirrten. Verlag Aktuelle Texte, Heiligkreuztal 1989.
- Jean-René Bouchet: Auf Seinen Spuren. Verlag Aktuelle Texte, Heiligkreuztal 1988.
- Jean Vanier: Herausfordernde Gemeinschaft Otto Müller Verlag Salzburg 1985.
- Jean Vanier: Heilende Gemeinschaft. Otto Müller Verlag Salzburg 1984.

### Videos
- Durch seine Wunden sind wir geheilt. Heilwerden durch das Wort Gottes  (12 Teile)
- Das Wort der Erkenntnis (Gebet und Kommentar)
- Heilung durch Naturwissenschaft oder durch Glaube und Gebet?